# Comuna Bleșteni, Edineț
Comuna Bleșteni este o comună din raionul Edineț, Republica Moldova. Este formată din satele Bleșteni (sat-reședință) și Volodeni.

## Demografie
Conform datelor recensământului din 2014, comuna are o populație de 1.567 de locuitori. La recensământul din 2004 erau 1.794 de locuitori.

## Administrație și politică
Componența Consiliului local Bleșteni (9 consilieri), ales la 5 noiembrie 2023, este următoarea:
|  | Partid                                       | Consilieri | Componență | Componență | Componență |
|  | -------------------------------------------- | ---------- | ---------- | ---------- | ---------- |
|  | Partidul Social Democrat European            | 3          |            |            |            |
|  | Candidat independent LIVIU SIMINIUC          | 1          |            |            |            |
|  | Partidul Socialiștilor din Republica Moldova | 1          |            |            |            |
|  | Candidat independent ION GRĂDINARU           | 1          |            |            |            |
|  | Candidat independent IURII ZAGORCEA          | 1          |            |            |            |
|  | Candidat independent PETRU FOTESCU           | 1          |            |            |            |
|  | Partidul Acțiune și Solidaritate             | 1          |            |            |            |